# Porphyrinia viridis
Porphyrinia viridis là một loài bướm đêm trong họ Noctuidae.